# Czesław Kłoś
Czesław Kłoś (ur. 13 lipca 1881 w Sośnicy, zm. 21 maja 1957 w Warszawie) – inżynier budownictwa przemysłowego, przedsiębiorca, profesor Politechniki Warszawskiej.

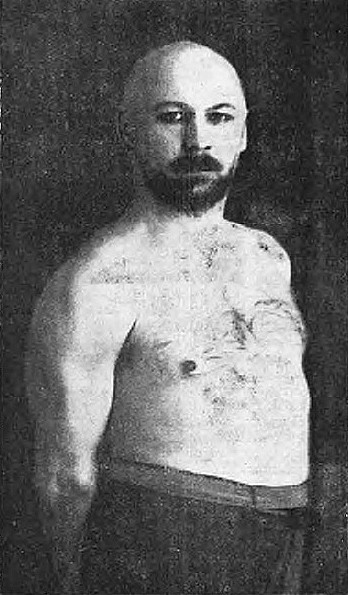
Czesław Kłoś jako gimnastyk (przed 1926)

## Życiorys
Szkołę średnią ukończył w Poznaniu. Absolwent Wyższej Szkoły Technicznej w Charlottenburgu, gdzie uzyskał tytuł zawodowy inżyniera budownictwa przemysłowego. Pracował w Hamburgu, Mannheim i w okręgu nadreńsko-westfalskim. W 1912 został dyrektorem warszawskiego oddziału spółki Martens i Daab. W okresie I wojny światowej przebywał jako deportowany „obywatel niemiecki” w Kazachstanie (1914–1921). W 1923 uzyskał stopień doktora na Uniwersytecie Lwowskim. Ponownie objął to samo stanowisko w firmie Martens i Daab. W 1927 założył własne Biuro Inżynierskie dr. Czesława Kłosia, przemianowane później na przedsiębiorstwo inżynieryjno-budowlane – Dr Czesław Kłoś i Sp., zakł. inż.-bud., Sp. z o.o. z siedzibą w wybudowanej w tymże roku willi w ówczesnych Włochach pod Warszawą przy ul. Inżynierskiej 12–14, która znajduje się w miejskim rejestrze zabytków architektury współczesnej, następnie przeniesione do Warszawy na ul. Marszałkowską 87. Spółka utrzymywała swój oddział w Sosnowcu.
Przed II wojną światową zaprojektował i prowadził cały szereg budów obiektów wymienionych poniżej. 
W latach 20. był Naczelnikiem Związku Sokola w Polsce i delegatem polskim do Międzynarodowego Związku Gimnastycznego.
W czasie II wojny światowej profesor podjął pracę dydaktyczną na tajnej Politechnice Częstochowskiej.
Po wojnie objął funkcję profesora Katedry Budownictwa na Politechnice Warszawskiej. Pochowany na cmentarzu we Włochach.
Upamiętniony ulicą na warszawskich Włochach.

## Realizacje
- most na rzece Toboł w Kustanaju,
- tunel średnicowy w Warszawie (1921–1933),
- elektrownie - w Chorzowie, Gdyni, Łodzi, Pruszkowie i Warszawie,
- Zakłady Azotowe w Chorzowie,
- Zakłady Philipsa w Warszawie,
- Starachowicka Fabryka Broni i Amunicji (1920–1924),
- Składy Lotnicze w Dęblinie,
- Warsztaty Kolejowe w Pruszkowie,
- Parowozownia w Gdyni (–1929),
- Zakłady Elektromechaniczne Rohn i Zieliński w Żychlinie,
- kilka cukrowni,
- hangary na lotnisku Okęcie,
- Zakłady Wytwórcze Lamp Elektrycznych im. Róży Luksemburg.

## Publikacje
Autor 17 podręczników i poradników dla inżynierów. M in.:
- 1910 - Podręcznik ćwiczeń prostych - lekka atletyka - nakład autora, Oberhausen.
- 1948 - Kominy fabryczne - Trzaska, Ewert i Michalski.
- 1949 - Fundamenty pod maszyny - Trzaska, Ewert i Michalski.